# Andrij Serdinow
Andrij Serdinow, ukr. Андрій Сердінов (ur. 17 listopada 1982 w Ługańsku) – ukraiński pływak, specjalista od stylu motylkowego.
Serdinow jest medalistą wszystkich wielkich imprez pływackich, z igrzyskami olimpijskimi włącznie. Największym osiągnięciem Serdinowa jest brązowy medal na 100 metrów stylem motylkowym na Olimpiadzie w Atenach w 2004 roku, gdzie przegrał tylko z dwoma amerykańskimi pływakami, Michaelem Phelpsem i Ianem Crockerem.
W 2003 roku Serdinow był przez kilka minut rekordzistą świata na 100 metrów motylkowym.

## Sukcesy
- Igrzyska olimpijskie 2004
  - 100 m stylem motylkowym – brązowy medal
- Mistrzostwa Świata 2005
  - 100 m stylem motylkowym – brązowy medal
- Mistrzostwa Europy 2000
  - 4 × 100 m stylem zmiennym – brązowy medal
- Mistrzostwa Europy 2002
  - 100 m stylem motylkowym – srebrny medal
- Mistrzostwa Europy 2004
  - 100 m stylem motylkowym – złoty medal
  - 4 × 100 m stylem zmiennym – złoty medal
  - 50 m stylem motylkowym – brązowy medal
- Mistrzostwa Europy 2006
  - 100 m stylem motylkowym – złoty medal